# Dmitri Mujomediarov
Dmitri Mujomediarov –en ruso, Дмитрий Мухомедьяров– (24 de mayo de 1999) es un deportista ruso que compite en ciclismo en las modalidades de pista y ruta. En los Juegos Europeos de Minsk 2019 obtuvo una medalla de bronce en la carrera por puntos.

## Medallero internacional
| Juegos Europeos | Juegos Europeos      | Juegos Europeos   | Juegos Europeos |
| Año             | Lugar                | Medalla           | Competición     |
| --------------- | -------------------- | ----------------- | --------------- |
| 2019            | Minsk ( Bielorrusia) | Medalla de bronce | Puntuación      |